# Les Bas de soie noire
 Pour plus de détails, voir Fiche technique et Distribution
Les Bas de soie noire est un film pornographique réalisé en 1981 par Claude Bernard-Aubert, crédité sous le pseudonyme de Burd Tranbaree.

## Synopsis
Un riche chatelain libertin organise des soirées fétichistes et initie des jeunes femmes aux plaisirs de l'amour de groupe. Les domestiques participent activement aux débats.

## Fiche technique
- Titre : Les Bas de soie noire
- Réalisateur : Claude Bernard-Aubert (crédité Burd Tranbaree)
- Producteurs : Claude Bernard-Aubert et Francis Mischkind
- Musique : Alain Goraguer (crédité Paul Vernon)
- Photographie : Pierre Fattori
- Durée : 85 minutes
- Date de sortie : 17 juin 1981  France
- (fr) Mention CNC[2] : classé X (visa d'exploitation no 52578 délivré le 2 avril 1981)

## Distribution
- Christine Schwarz : Patricia, une jeune stagiaire
- Ghislain Van Hove : Vincent, le maître de maison
- Élisabeth Buré (Elisabeth Buret) : Jeanette, une domestique
- Cathy Stewart : Julie, une domestique
- Guy Royer : Albert
- Dominique Saint Claire : Judith, l'amie de Vincent
- Hubert Géral : Bernard
- Gabriel Pontello : Jean-Louis
- Dominique Aveline : Bertrand
- Richard Allan : Victor, un domestique
- Mika Barthel :  une invitée (Mika)
- Laura Clair : une invitée
- Nadine Roussial  : l'amie de Bertrand, invitée (Christina Maffei)
- Hélène Shirley : Elisabeth, une invitée (Nicole Ginoux)
- Piotr Stanislas : un invité
- Cyril Val : un invité

## Sortie et accueil
Le film sort en salles le 17 juin 1981 dans dix salles à Paris et totalise 28 673 entrées. La semaine suivante, le long-métrage pornographique totalise 21 544 entrées dans neuf salles parisiennes, pour un cumul de 50 217 entrées.